# Blakea pichinchensis
Blakea pichinchensis är en tvåhjärtbladig växtart som beskrevs av John Julius Wurdack. Blakea pichinchensis ingår i släktet Blakea och familjen Melastomataceae. Inga underarter finns listade i Catalogue of Life.